# Teatro Deodoro
O Teatro Deodoro localiza-se no centro da cidade de Maceió. Foi inaugurado em 15 de novembro de 1910 e pertence ao governo do estado de Alagoas.